# Disney (Oklahoma)
Disney è un comune degli Stati Uniti d'America, situato nello Stato dell'Oklahoma, nella Contea di Mayes.